# Voyeurist
Voyeurist é o nono álbum de estúdio da banda norte-americana de rock Underoath, lançado em 14 de janeiro de 2022 pela gravadora Fearless Records, após um adiamento de três meses devido a atrasos na produção de vinil. É o primeiro álbum da banda em quatro anos desde Erase Me (2018), marcando o maior intervalo entre dois álbuns de estúdio na carreira do grupo sem uma separação. Este também é o último álbum com o guitarrista base James Smith, que foi demitido da banda em março de 2023.

## Antecedentes
Em 14 de julho de 2021, a banda lançou Damn Excuses, o primeiro single do álbum. Em 4 de agosto de 2021, foi lançado o segundo single, Hallelujah.
Em 22 de setembro de 2021, a banda lançou o terceiro single, Pneumonia, e revelou que ele havia sido escrito exatamente um ano antes do lançamento. A faixa é o encerramento do álbum, com sete minutos de duração, e foi parcialmente inspirada pela morte do pai do guitarrista Tim McTague. Em seguida, mais dois singles foram lançados: Cycle, com a participação de Ghostemane, em 27 de outubro de 2021, e Numb, em 8 de dezembro de 2021 — esta última descrita como "uma versão amadurecida de algo do álbum de 2004, They're Only Chasing Safety".
A banda descreveu o álbum como uma "violência em alta definição", com um som "tecnologicamente avançado, mas inegavelmente visceral". O guitarrista Tim McTague afirmou: "Sempre quis gravar nosso próprio álbum. Acho que só precisávamos entrar em um estado mental, pessoalmente, que permitisse que críticas e observações fossem recebidas de forma produtiva e construtiva. Nós crescemos muito em tempo real, e acho que o disco reflete esse crescimento e colaboração. Nunca me senti tão ligado a um projeto na minha vida."

## Divulgação
O álbum foi apresentado ao vivo em sua totalidade em um concerto transmitido por livestream intitulado Voyeurist: Digital Ghost, em 3 de dezembro de 2021. Um dos espectadores foi selecionado para receber um pacote de prêmios da Underoath, que incluía uma edição em vinil de Voyeurist, juntamente com três de seus álbuns anteriores — They're Only Chasing Safety (2004), Define the Great Line (2006) e Lost in the Sound of Separation (2008) — em vinil, como parte do boxset Underoath: Observatory, nomeado em referência à série de transmissões ao vivo em que esses três álbuns foram executados na íntegra em 2020.
A Underoath embarcou em uma turnê pela América do Norte em apoio ao álbum, com a banda Spiritbox, entre fevereiro e março. O vocalista Spencer Chamberlain comentou sobre a turnê: "Houve um momento durante a pandemia em que eu não sabia se voltaríamos a fazer turnês. Eu ficava acordado à noite tentando imaginar um mundo sem música ao vivo, e simplesmente não conseguia digerir essa ideia." A banda Every Time I Die inicialmente se juntaria à Underoath e à Spiritbox na turnê Voyeurist, mas se separou em janeiro de 2022. O grupo foi substituído pelas bandas Bad Omens e Stray from the Path.

## Recepção
| Críticas profissionais | Críticas profissionais |
| Avaliações da crítica  | Avaliações da crítica  |
| Fonte                  | Avaliação              |
| ---------------------- | ---------------------- |
| AllMusic               | [ 17 ]                 |
| Distorted Sound        | 8/10                   |
| Kerrang!               | 4/5                    |
| Punk News              | [ 18 ]                 |
| Wall of Sound          | 9/10                   |

A revista Kerrang! elogiou o álbum, afirmando que Voyeurist é "provavelmente o disco mais coeso e coerente da carreira do Underoath até agora. É um álbum que levanta questões profundas sobre o significado da vida e da morte, sobre a natureza e o propósito da existência (e da não existência), e sobre o papel que a fé e a religião desempenham em nossas vidas – tudo isso acompanhado por algumas das músicas mais intensamente pesadas que você ouvirá este ano." O site australiano Wall of Sound atribuiu ao álbum uma nota 9 de 10.

## Lista de faixas
| N.º            | Título                                                | Duração |  |
| 1.             | "Damn Excuses"                                        | 2:37    |  |
| 2.             | "Hallelujah"                                          | 3:01    |  |
| 3.             | "I'm Pretty Sure I'm Out of Luck and Have No Friends" | 3:45    |  |
| 4.             | "Cycle"                                               | 4:13    |  |
| 5.             | "Thorn"                                               | 4:36    |  |
| 6.             | "(No Oasis)"                                          | 2:49    |  |
| 7.             | "Take a Breath"                                       | 3:26    |  |
| 8.             | "We're All Gonna Die"                                 | 3:19    |  |
| 9.             | "Numb"                                                | 3:41    |  |
| 10.            | "Pneumonia"                                           | 7:12    |  |
| Duração total: | Duração total:                                        | 38:39   |  |

## Equipe técnica e músicos

### Underoath
- Spencer Chamberlain – vocais principais
- Aaron Gillespie – bateria, vocais limpos
- Tim McTague – guitarras, baixo
- Chris Dudley – eletrônica, programação

### Colaboradores adicionais
- Underoath – produção
- Tim McTague – engenharia
- JJ Revell – produção, engenharia, sintetizador adicional em We're All Gonna Die, percussão adicional em Cycle
- Chad Howat – mixagem
- Ted Jensen – masterização
- Chris Dudley – design de som
- Scooter – técnico de guitarra e baixo
- Rowdy – técnico de bateria
- Tension Division – direção criativa, arte, design

### Coral em "Hallelujah"
- Allison Gruchacz
- Rachel Gabrielse
- Katie Doerner
- Tommy Phillips
- Nate Murray
- Michael Mobley
- Nate Young
- Adam Enfinger
- Daniel Nelson

## Paradas musicais
| Parada (2022)                     | Posição máxima |
| --------------------------------- | -------------- |
| Estados Unidos (Billboard 200)    | 126            |
| Estados Unidos (Christian Albums) | 4              |
| Estados Unidos (Top Rock Albums)  | 19             |